# Seui Laau
Seui Laau (* 1942; † 26. Januar 2012 in Fagaʻalu, Amerikanisch-Samoa) war ein Politiker Amerikanisch-Samoas und Senator.

## Leben
Seui Laau war unter anderem Direktor des Departments für Parks und Erholung und Vorsitzender des Senate Government Operations Committee. Laau starb am Abend des 26. Januar 2012 im LBJ Medical Center. Er hinterlässt seine Ehefrau sowie mehrere Kinder, unter ihnen Larry Sanitoa, der Abgeordneter im Repräsentantenhaus von Amerikanisch-Samoa ist.